# Eoin Ryan
Eoin Ryan, irl. Eoin Ó Riain (ur. 24 lutego 1953 w Dublinie) – irlandzki polityk, długoletni parlamentarzysta krajowy, od 2004 do 2009 deputowany do Parlamentu Europejskiego VI kadencji.

## Życiorys
Kształcił się w St. Mary's College w Rathmines, w College of Commerce w Rathmines oraz w Kildalton Horticulture College w hrabstwie Kilkenny. Od 1985 zaangażowany w działalność polityczną, został wybrany do rady miejskiej w Dublinie. W 1989 uzyskał mandat członka Seanad Éireann (wyższej izby irlandzkiego parlamentu). Od 1992 do 2007 zasiadał w izbie niższej – Dáil Éireann 27., 28. i 29. kadencji. Od 1999 pełnił funkcję ministra stanu (poza składem rządu) odpowiedzialnego za krajową strategię przeciwdziałania narkomanii.
W wyborach w 2004 z ramienia Fianna Fáil uzyskał mandat posła do Parlamentu Europejskiego. Zasiadał w grupie Unii na rzecz Europy Narodów, pracował m.in. w Komisji Petycji oraz Komisji Gospodarczej i Monetarnej. W 2009 bez powodzenia ubiegał się o reelekcję.